# 후카야 다카시

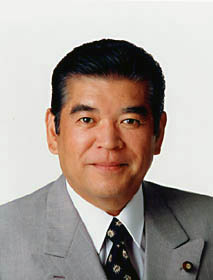

후카야 다카시(일본어: 深谷 隆司 후카야 다카시[*], 1935년 9월 29일 ~ )는 일본의 정치인으로, 전 자유민주당 소속 중의원 의원이었다. 우정대신, 자치대신, 국가공안위원장, 통산대신, 자유민주당 총무회장, 중의원 국가 기본정책 위원장을 역임하였다. TOKYO 자민당 정경숙 숙장을 맡고 있으며, 사위는 기업인·사회 사업가·정치 운동가 오다 젠코(小田 全宏, 1958년 ~ ).